# پونتیاک گرند ای‌ام
پونتیاک گرند AM یک ماشین با اندازه متوسط و جمع و جوری بود که توسط شرکت پونتیاک تولید شد. این شرکت دو نمونه متفاوت را از این ماشین در طی سه سال ارائه داده: نمونه اول از ۱۹۷۳ تا ۱۹۷۵ و نمونه دوم از ۱۹۷۸ تا ۱۹۸۰. پایه و اساس آن بر موتور GMA تخت بود. تولید گرند AM در سال ۱۹۸۰ متوقف شد و پونتیاک ۶۰۰۰ جایگزین آن شد. اما سال ۱۹۸۵ دوباره معرفی و عرضه و جایگزین پونتیاک فونیکس شد. گرند AM پرفروش‌ترین ماشینی بود که بعدها پونتیاک 6 Gجایگزین آن شد، این نامگذاری به این منظور بود که قرار شد به عنوان نسل ۶ پونتیاک گرند AM عرضه شود.

همه گرند AMهای پونتیاک میشیگان(۱۹۷۳–۱۹۷۵) در کارخانه مونتاژ اصلی پونتیاک ساخته شد. همه گرند AMهای پونتیاک میشیگان(۱۹۷۸–۱۹۸۰) در کارخانه مونتاژ اصلی پونتیاک در آتلانتا گرجستان در GMAD لیک وود ساخته شده‌اند و همه گرند AMهای بین سال‌های ۱۹۸۵ و ۲۰۰۵ در لنسینگ، میشیگان در مجمع اتومبیل لنسینگ ساخته شد.

## ۱۹۷۳–۱۹۷۵
نسل اول پونتیاک

## ۱۹۷۸–۱۹۸۰
نسل دوم پونتیاک

## ۱۹۸۵–۱۹۹۱
نسل سوم پونتیاک

## ۱۹۹۶–۱۹۹۸
نسل چهارم پونتیاک

## ۱۹۹۹–۲۰۰۵
نسل پنجم پونتیاک